# Katarina II
Katarina II – debiutancki album grupy Ekatarina Velika (funkcjonujący wówczas pod nazwą Katarina II) wydany w 1984 przez wytwórnię ZKP RTVL. Nagrań dokonano w grudniu 1983 w belgradzkim studiu Akvarius. Reedycja CD z 2002 zawiera dodatkowo cztery utwory.

## Lista utworów
LP 1984, CD 2009
1. "Aut" (sł. M. Mladenović, muz. Katarina II) – 3:47
2. "Vrt" (sł. D. Mihajlović, muz. Katarina II) – 3:43
3. "Platforme" (Sł. D. Mihajlović, muz. Katarina II) – 3:01
4. "Radostan dan" (sł. M. Mladenović, muz. Katarina II) – 4:06
5. "Geto" (sł. M. Mladenović, muz. Katarina II) – 4:57
6. "Treba da se čisti" (sł. M. Mladenović, D. Mihajlović, muz. Katarina II) – 3:32
7. "Ja znam" (M. Mladenović, Katarina II) – 3:09
8. "Kad krenem ka..." (sł. M. Mladenović, M. Stefanović, B. Pečar, muz. Katarina II) – 4:59
9. "Treba da se čisti II" (sł. i muz. Katarina II) – 2:48
10. "Jesen" (sł. M. Mladenović, muz. Katarina II) – 4:58

CD 2002
1. "Jesen" (sł. M. Mladenović, muz. Katarina II) – 8:10
2. "Ja znam" (sł. M. Mladenović, muz. Katarina II) – 3:13
3. "Aut" (sł. M. Mladenović, muz. Katarina II) – 4:32
4. "Radostan dan" (sł. M. Mladenović, muz. Katarina II) – 5:35

- utwór 11 koncert w Kulušić, Zagrzeb 1988
- utwór 12 koncert w Sava Centar, Belgrad 1993
- utwory 13, 14 koncert w Kulušić, Zagrzeb 1986

## Skład
- Milan Mladenović – śpiew, gitara
- Dragomir "Gagi" Mihajlović – gitara (1-10)
- Margita Stefanović – instr. klawiszowe, śpiew
- Bojan Pečar – gitara basowa (1-10)
- Ivan "VD" Vdović – perkusja (1-10)
- Mario Čelik – conga (8)
- Zoran – róg (8)
- Jurij Novoselić – saksofon (8)
- Ivan "Firči" Fece – perkusja (11)
- Dragiša "Ćima" Uskoković – gitara basowa (12)
- Marko Milivojević – perkusja (12)
- Goran "Čavke" Čavajda – instr. perkusyjne (12)
- Miladin "Miško" Radivojević – instr. perkusyjne (12)
- Ivan "Raka" Rakić – perkusja (13, 14)

produkcja
- Đorđe Petrović – nagranie, produkcja (1-10)
- Mladen Škalec – nagranie (11, 13, 14)
- Miša Berar – nagranie (12)